# 平原鹨

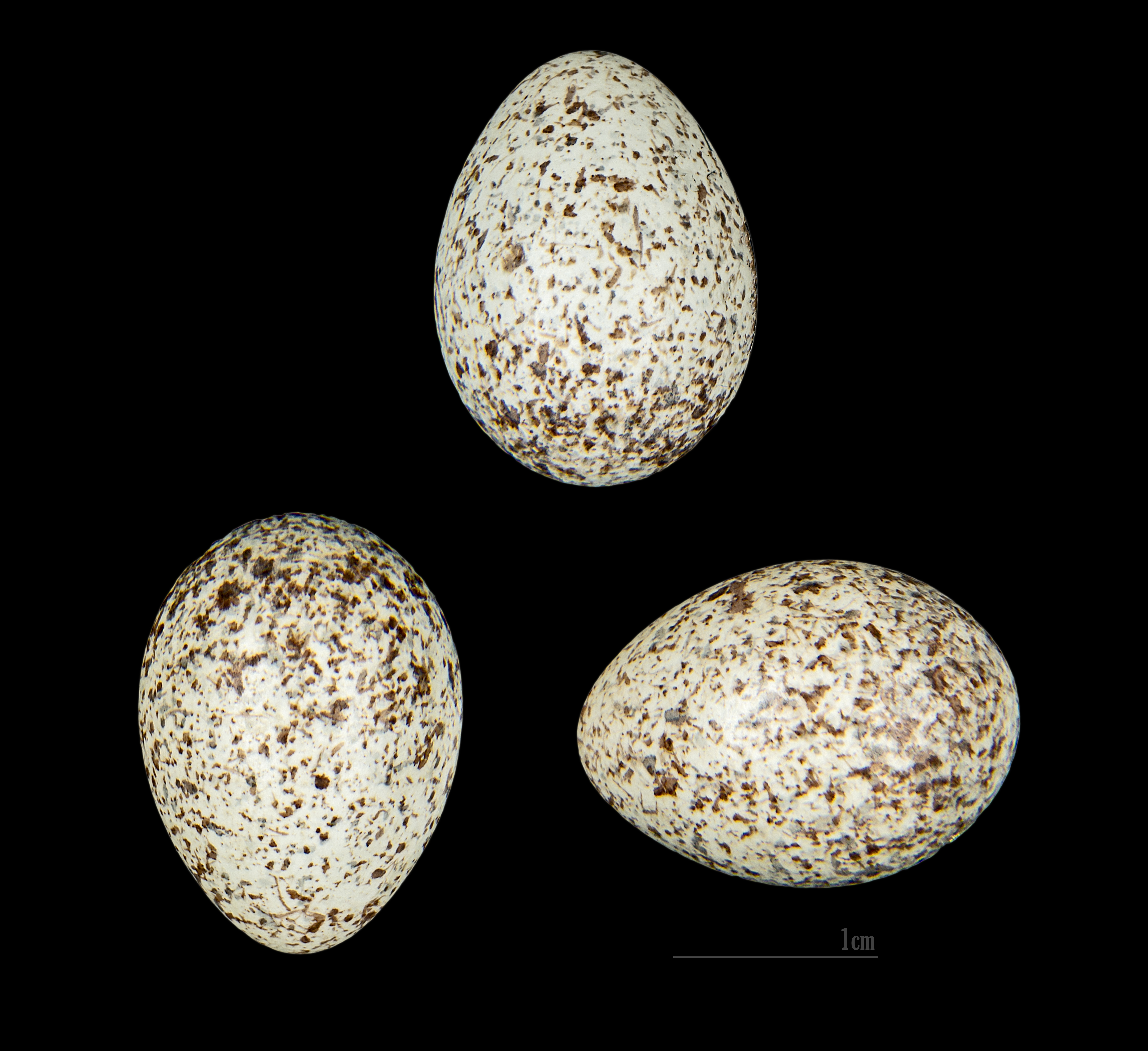
Anthus campestris

平原鹨（学名：Anthus campestris）为鶺鸰科鹨属的鸟类。分布于古北区的西半部、东至叶尼塞河、南沿前苏联突厥斯坦东部、从西西伯利亚、穿过欧洲、南至地中海地区、北非、向东至伊朗北部、阿富汗、巴基斯坦、印度以及中国大陆的新疆、内蒙古、青海、西藏、甘肃、宁夏、东北、山西、四川等地，多栖息于河滩、谷地、沼泽、草地、林间空地及居民点附近。该物种的模式产地在瑞典。

## 亚种
- 平原鹨新疆亚种（学名：Anthus campestris griseus）。分布于伊朗、阿富汗、外里海、前苏联、印度以及中国大陆的新疆等地。该物种的模式产地在Tischen。[3]